# Nicolas Gisin

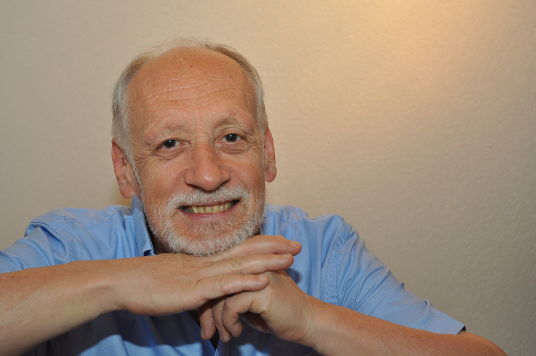
Nicolas Gisin (2015)

Nicolas Gisin (* 1952 in Genf, Schweiz) ist ein Schweizer Physiker, Professor emeritus an der Universität Genf. Er ist für Arbeiten zu den Grundlagen der Quantenmechanik und zur Quantenkryptographie bekannt.

## Leben
Gisin studierte Physik und Mathematik an der Universität Genf, an der er sein Physik-Diplom erwarb und 1981 in Physik promoviert wurde. Für seine Dissertation erhielt er einen Preis der Fondation Louis de Broglie. Als Post-Doktorand war er an der University of Rochester, New York, und war danach ab 1984 in einem Start-Up Unternehmen aus dem Bereich der Glasfaseroptik für die Telekommunikation tätig (Alphatronix). Vier Jahre später war er in einem Schweizer Unternehmen der Softwareentwicklung tätig, die Bildverarbeitungs-Software herstellte. 1988 wechselte er auf den Lehrstuhl „Optische Systeme“ der Universität Genf, wo er Forschungsschwerpunkte im Bereich optische Sensoren und Quantenoptik aufbaute. 2001 gründete er mit Hugo Zbinden und Grégoire Ribordy die Firma ID Quantique (IDQ), deren Aufsichtsratsvorsitzender er derzeit (2018) ist.

## Werk
Er arbeitet sowohl theoretisch als auch experimentell.
Gisin entwickelte eine heute vielfach verwendete Messmethode für Polarisationsmodendispersion.
Seine Arbeiten zur Quantenkryptographie zählte das Technology Review Magazin des MIT 2003 zu den 10 zukunftsträchtigsten Erfindungen. Er befasste sich seit den 1990er Jahren mit Experimenten zu Quantenkryptographie und Quantenteleportation. 2003 demonstrierte er Quantenteleportation in Frequenzen, die in handelsüblichen Glasfasern benutzt werden über eine Strecke von 2 km und 2007 in kommerziellen optischen Glasfasernetzwerken (der Swisscom) auf Abständen von 10 bis 100 km. Ein Problem der Übertragung über längere Distanzen ist die Notwendigkeit von Zwischenverstärkern. Hierzu entwickelte er mit seiner Gruppe 2008 Quantenspeicher. 2014 zeigte er Quantenteleportation nicht nur auf Photonen, sondern auch von Photonen auf Festkörperzustände über lange Distanzen (25 km).
In einer Arbeit aus dem Jahr 2006 zeigte er mit Kollegen, dass die informationstheoretische Sicherheit von Protokollen des Quanten-Schlüsselaustauschs aus Beobachtungen allein nachgewiesen werden kann unter der einzigen Annahme, dass Kommunikation mit Überlichtgeschwindigkeit nicht möglich ist (no-signalling). Konkret wird gezeigt, dass der vereinbarte Schlüssel sicher ist, wenn die Messdaten der Kommunikationspartner eine bestimmte Bellsche Ungleichung (CHSH-Ungleichung) verletzten. D. h., die Sicherheit folgt aus der CHSH-Verletzung und der Unmöglichkeit überlichtschneller Kommunikation allein; die Quantenmechanik ist nur ein Modell (von vielen denkbaren), in dem beides zugleich realisiert ist.
Im Rahmen der Realisierung von Quanten-Teleportation und Quanten-Kryptographie in Telekommunikationsnetzwerken testete er auch die quantenmechanische Nichtlokalität (Einsteins spukhafte Fernwirkung) in Experimenten vom Typ der Verletzung Bell-artiger Ungleichungen über grosse Distanzen.
2004 führte er mit Sandu Popescu für die Diskussion der Feinheiten der Unterscheidung von Informationsgehalt und physikalischer Realisierung in der Quantentheorie den Begriff Quanten-Handschuh (Quantum Glove) ein.

## Ehrungen
2009 erhielt er den ersten John Stewart Bell Prize der Universität Toronto, für die Demonstration von Entanglement und Quanten-Teleportation über lange Distanzen und Beiträge zur Theorie der Bell-Ungleichungen, 2014 den Marcel-Benoist-Preis und den International Quantum Communication Award. 2017 wurde ihm zusammen mit den anderen Mitgründern von ID Quantique die Innovationsmedaille der Universität Genf verliehen.

## Privates
Als Hobby spielt er Feldhockey.

## Schriften
- Der unbegreifliche Zufall. Nichtlokalität, Teleportation und weitere Seltsamkeiten der Quantenphysik, Springer 2014, ISBN 978-3-662-43958-6 (frz. Original, Odile Jacob, Paris 2012)
- mit I. Marcikic, Hugues de Riedmatten, Wolfgang Tittel, Hugo Zbinden Long distance quantum teleportation of qubits from photons at 1300 nm to photons at 1550 nm wavelength, Nature 421, 509–513 (2003), Arxiv
- mit H. de Riedmatten, I.Marcikic, W.Tittel, H.Zbinden, D.Collins Long distance quantum teleportation in a quantum relay configuration, Phys.Rev.Lett, Band 92, 2004, S. 047904, arxiv
- mit C. Simon, H. de Riedmatten, M. Afzelius, N. Sangouard, H. Zbinden Quantum Repeaters with Photon Pair Sources and Multimode Memories, Phys. Rev. Lett., Band 98, 2007, S. 190503, Arxiv
- mit C. Clausen, I.Usmani,F. Bussières, N.Sangouard, M.Afzelius, H. de Riedmatten Quantum storage of photonic entanglement in a crystal, Nature 469, 508 (2011)
- mit H. de Riedmatten, Mikael Afzelius, Matthias Staudt, Christoph Simon A solid-state light–matter interface at the single-photon level, Nature, Band 456, 2008, S. 773–777, Abstract, Arxiv
- mit Nicolas Cerf Le téléphone quantique à l'essai, La Recherche, Mai 2005, Nr. 386
- mit Nicolas Cerf On a téléporté des atomes, La Recherche, Mai 2005, Nr. 386;
- mit Grégoire Ribordy, W. Tittel, H. Zbinden Quantum Cryptography, Rev. Mod. Phys., Band 145, 2002, Arxiv
- mit Nicolas Sangouard, Christoph Simon, Hugues de Riedmatten Quantum repeaters based on atomic ensembles and linear optics, Rev. Mod. Phys., Band 83, 2011, S. 33, Arxiv
- Quantum nonlocality: How does Nature perform the trick ?, Science, Band 326, 2009, S. 1357, Arxiv
- mit Rob Thew Quantum Communication, Nature Photonics, 1, 2007, 165–171, Arxiv